# Сигналы примирения
Сигналы примирения (англ. calming signals) — язык телодвижений собаки, используемый ею для выражения состояния стресса, самоуспокоения и избегания социальных конфликтов.

## История сигналов примирения
Языком собак до недавнего времени было принято считать только лишь описанные К. Лоренцем позы, с помощью которых собаки выражают агрессию и страх, доминантность и подчинение.
Однако в девяностых годах XX века группой экспертов-кинологов из Норвегии, в том числе Тюрид Ругос, были открыты и подробно описаны более тонкие способы самовыражения собак — сигналы примирения, ранее бывшие известными учёным лишь в качестве способа коммуникации у волков. С этологической точки зрения сигналы примирения представляют собой перенаправленное поведение, с помощью которого животное снимает стресс и старается успокоить социальных партнёров.
В настоящее время описано около 30 сигналов таких, как повороты головы и туловища, моргание, облизывание, замирание, встряхивание, нюхание земли, разделение, приближение по дуге и др.

## Новый взгляд на собаку
Сигналы примирения очень разнообразны. Одни из них — мелкие, порой едва заметные движения и позы, другие представляют собой целые цепочки действий, причем каждая группа сигналов выполняет свою функцию.
Знание сигналов примирения кардинально изменило понимание поведения собак, позволяя обнаружить их скрытые чувства. Если до открытия сигналов примирения в некоторых ситуациях определённое поведение собаки считалось агрессивным и доминантным, то сейчас благодаря им такое поведение может быть идентифицировано как страх и неуверенность собаки, что означает коренное отличие в реакции тренера и корректировке поведения от прежних.

## Практическое применение
Практическое применение сигналов примирения чрезвычайно многообразно и затрагивает все области общения с собакой, поскольку сигналы примирения способны указать на малейшее внутреннее напряжение животного даже в тех случаях, когда внешнее проявление этого напряжения не наблюдается. Понимая язык собаки, хозяин или тренер может легко успокоить животное, либо повлияв на неприятную для собаки ситуацию, либо отвечая ей с помощью имитации некоторых сигналов примирения собственными телодвижениями.
На сигналах примирения основаны более эффективные способы коррекции поведения. Так например, вместо того, чтобы приучать собаку к человеку, которого она боится, можно, избегая метода инструментального обусловливания, использовать прямой диалог с собакой на её языке: просить человека, кажущегося собаке опасным, повернуться к ней спиной или боком, отвернуть голову и держаться на таком расстоянии, на котором собака перестаёт показывать какие-либо сигналы примирения. Лающую у двери собаку можно успокоить, встав между нею и дверью и повернувшись к собаке спиной.